# اوبرتنباخ
اوبرتنباخ (به آلمانی: Oberrettenbach) یک منطقهٔ مسکونی در اتریش است که در وایتس واقع شده‌است. اوبرتنباخ ۱۱٫۰۴ کیلومتر مربع مساحت دارد ۳۵۰ متر بالاتر از سطح دریا واقع شده‌است.